# Наумович, Александр Васильевич
Александр Васильевич Наумович (бел. Аляксандр Васільевіч Навумовіч; род. 19 апреля 2001, Гомель) — белорусский футболист, вратарь клуба «Гомель».

## Карьера

### «Гомель»

#### Начало карьеры
Футболом начал заниматься в гомельской СДЮШОР-8. В возрасте 14 лет присоединился к Академии АБФФ, откуда затем перешёл в брестское «Динамо». В брестском клубе стал выступать за дублирующий состав, а в сезоне 2020 года стал привлекаться к играм с основной командой. В феврале 2021 года футболист перешёл в «Гомель», подписав двухлетний контракт. В клубе продолжил выступать за дублирующий состав. За основную команду клуба дебютировал 22 июня 2021 года в матче Кубка Беларуси против «Орши», отличившись автоголом. На протяжении сезона несколько раз привлекался к играм в чемпионате, однако на поле так и не вышел. В июле 2022 года вместе с клубом отправился на квалификационные матчи Лиги конференций УЕФА.
К новому сезону 2023 года футболист стал готовиться с основной командой. Новый сезон за клуб начал 25 февраля 2023 года в матче за Суперкубок Беларуси, где с минимальным счётом уступили солигорскому «Шахтёру», однако сам футболист остался на скамейке запасных. Дебютный матч в рамках Высшей лиги футболист сыграл 13 мая 2023 года против минского «Динамо». На протяжении всего сезона футболист был резервным вратарём клуба, на поле больше не выйдя, вторую половину чемпионата пропустив из-за травмы. Также по итогу сезона футболист вместе с клубом завершил чемпионат на итоговом шестом месте.

#### Аренда в «Нафтан»
В феврале 2024 года футболист на правах арендного соглашения присоединился к новополоцкому «Нафтану» до конца сезона.

## Достижения
«Гомель»
- Обладатель Кубка Беларуси: 2021/22